# Bahnstrecke Malbork–Braniewo
| Bahnhof Braniewo (Braunsberg) |                           |                                                                                  |                                                                                  |
| |                           |                                                                                  |                                                                                  |
| Streckennummer: | 204, Breitspurstrecke 217 |                                                                                  |                                                                                  |
| Kursbuchstrecke: | 505                       |                                                                                  |                                                                                  |
| Streckenlänge: | 90,500 km / 61,75 km      |                                                                                  |                                                                                  |
| Spurweite: | 1435 mm, 1520 mm          |                                                                                  |                                                                                  |
| Stromsystem: | Malbork–Bogaczewo 3000 =  |                                                                                  |                                                                                  |
| Streckengeschwindigkeit: | 120 km/h                  |                                                                                  |                                                                                  |
| Zweigleisigkeit: | Malbork–Bogaczewo         |                                                                                  |                                                                                  |
| |                           |                                                                                  |                                                                                  |
| \| \| \| von Tczew (Dirschau; Preußische Ostbahn) \| \| \| \| 0,171 \| Malbork (Marienburg (Westpr.)) \| 15 m \| \| \| \| Schmalspurbahn von Malbork Kałdowo (Kalthof; Żuławska Kolej Dojazdowa) \| \| \| \| \| Malbork Wąskotorowy (Marienburg Klbf) \| \| \| \| \| nach Iława (Deutsch Eylau) \| \| \| \| \| nach Grudziądz (Graudenz) \| \| \| \| \| nach Myślice (Miswalde) \| \| \| \| \| Anschlussgleise \| \| \| \| \| \| \| \| \| \| Schmalspurbahn nach Świetliki (Lichtfelde; Żuławska Kolej Dojazdowa) \| \| \| \| \| Anschluss Militärflughafen \| \| \| \| 5,048 \| Królewo Malborskie (seit 1950[1]) \| 5 m \| \| \| \| Schmalspurbahn von Malbork (Marienburg (Westpr.) Klbf; Żuławska Kolej Dojazdowa) \| \| \| \| 10,995 \| Stare Pole (Wąskotorowe) (Altfelde (Klbf)) \| 3 m \| \| \| \| Schmalspurbahn nach Świetliki (Lichtfelde; Żuławska Kolej Dojazdowa) \| \| \| \| \| Woiwodschaften Pommern und Ermland-Masuren \| \| \| \| 14,295 \| Fiszewo (seit 1988) \| 3 m \| \| \| 18,702 \| Gronowo Elbląskie (Grunau (Westpr.)) \| 3 m \| \| \| \| von Myślice (Miswalde) \| \| \| \| \| Abzweig Unterkerbswalde \| 3 m \| \| \| \| von Braniewo (Braunsberg; Haffuferbahn) \| \| \| \| 26,551 \| Abzweig Tropy (seit 1982) \| 2 m \| \| \| \| Elbląg (Elbing) \| \| \| \| \| Schnellstraße 7 und Landesstraße 22 \| \| \| \| \| von Braniewo (Braunsberg; Haffuferbahn) \| \| \| \| 28,9540,00 \| Elbląg (Elbing) \| 5 m \| \| \| \| Schnellstraße 7 und Landesstraße 22 \| \| \| \| 37,1807,88 \| Komorowo Żuławskie (seit spät. 1917; Kämmersdorf) \| 3 m \| \| \| \| Schnellstraße 7 \| \| \| \| 41,43613,045 \| Bogaczewo (Güldenboden) \| 8 m \| \| \| \| nach Olsztyn (Allenstein) \| \| \| \| 49,68320,762 \| Stegny (seit spät. 1917; Steegen/Steegen (Ostpr.)) \| 47 m \| \| \| 53,69924,297 \| Słobity (Schlobitten) \| 61 m \| \| \| \| Bahnstrecke Schlobitten–Bischdorf (Ostpr) nach Orneta (Wormditt) \| \| \| \| 60,76931,889 \| Młynary (Mühlhausen (Ostpr.)) \| 45 m \| \| \| 65,57236,646 \| Kurowo Braniewskie (Curau, seit 1911: Kurau) \| 39 m \| \| \| \| \| \| \| \| \| Piórkowo (By) \| \| \| \| \| \| \| \| \| \| CPN (Ba) \| \| \| \| 69,13440,200 \| Abzweig Wielkie Wierzno \| 39 m \| \| \| \| \| \| \| \| \| \| \| \| \| \| Rucianka (Be) \| \| \| \| 71,20442,270 \| Chruściel (Tiedmannsdorf) \| 40 m \| \| \| \| Schnellstraße 22 \| \| \| \| 75,04646,100 \| Abzweig Pierzchały \| 30 m \| \| \| \| \| \| \| \| \| \| \| \| \| 47,680 \| Abzweig Wielewo Bos \| 28 m \| \| \| \| Autostrada (Bo) \| \| \| \| \| Pasłęka (Passarge) \| \| \| \| 78,96449,930 \| Bemowizna (seit 1915; Böhmenhöfen) \| 12 m \| \| \| \| von Elbląg (Elbing; Haffuferbahn) \| \| \| \| \| von Orneta (Wormditt) \| \| \| \| 83,71354,778 \| Braniewo (Braunsberg) \| Braniewo (Braunsberg) \| \| \| \| Anschlussgleise \| \| \| \| 90,67161,750 \| polnisch-russische Grenze \| polnisch-russische Grenze \| \| \| \| nach Kaliningrad (Königsberg) \| \| |                           |                                                                                  |                                                                                  |
| Strecke |                           | von Tczew (Dirschau; Preußische Ostbahn)                                         | von Tczew (Dirschau; Preußische Ostbahn)                                         |
| Bahnhof | 0,171                     | Malbork (Marienburg (Westpr.))                                                   | 15 m                                                                             |
| Strecke von rechts (außer Betrieb) · Strecke |                           | Schmalspurbahn von Malbork Kałdowo (Kalthof; Żuławska Kolej Dojazdowa)           | Schmalspurbahn von Malbork Kałdowo (Kalthof; Żuławska Kolej Dojazdowa)           |
| Bahnhof (Strecke außer Betrieb) · Strecke |                           | Malbork Wąskotorowy (Marienburg Klbf)                                            | Malbork Wąskotorowy (Marienburg Klbf)                                            |
| Kreuzung geradeaus oben (Strecke geradeaus außer Betrieb) · Abzweig geradeaus und nach rechts |                           | nach Iława (Deutsch Eylau)                                                       | nach Iława (Deutsch Eylau)                                                       |
| Kreuzung geradeaus oben (Strecke geradeaus außer Betrieb) · Abzweig geradeaus und nach rechts |                           | nach Grudziądz (Graudenz)                                                        | nach Grudziądz (Graudenz)                                                        |
| Kreuzung geradeaus oben (Strecken außer Betrieb) · Abzweig geradeaus und ehemals nach rechts |                           | nach Myślice (Miswalde)                                                          | nach Myślice (Miswalde)                                                          |
| Strecke (außer Betrieb) · Abzweig geradeaus und von links |                           | Anschlussgleise                                                                  | Anschlussgleise                                                                  |
| Strecke (außer Betrieb) · Dienststation / Betriebs- oder Güterbahnhof |                           |                                                                                  |                                                                                  |
| Strecke nach links (außer Betrieb) · Kreuzung geradeaus oben (Querstrecke außer Betrieb) · Strecke quer (außer Betrieb) |                           | Schmalspurbahn nach Świetliki (Lichtfelde; Żuławska Kolej Dojazdowa)             | Schmalspurbahn nach Świetliki (Lichtfelde; Żuławska Kolej Dojazdowa)             |
| Abzweig geradeaus und nach rechts |                           | Anschluss Militärflughafen                                                       | Anschluss Militärflughafen                                                       |
| Haltepunkt / Haltestelle | 5,048                     | Królewo Malborskie (seit 1950)                                                   | 5 m                                                                              |
| Strecke von links (außer Betrieb) · Kreuzung geradeaus oben (Querstrecke außer Betrieb) · Strecke quer (außer Betrieb) |                           | Schmalspurbahn von Malbork (Marienburg (Westpr.) Klbf; Żuławska Kolej Dojazdowa) | Schmalspurbahn von Malbork (Marienburg (Westpr.) Klbf; Żuławska Kolej Dojazdowa) |
| Bahnhof (Strecke außer Betrieb) · Bahnhof | 10,995                    | Stare Pole (Wąskotorowe) (Altfelde (Klbf))                                       | 3 m                                                                              |
| Strecke nach rechts (außer Betrieb) · Strecke |                           | Schmalspurbahn nach Świetliki (Lichtfelde; Żuławska Kolej Dojazdowa)             | Schmalspurbahn nach Świetliki (Lichtfelde; Żuławska Kolej Dojazdowa)             |
| Grenze |                           | Woiwodschaften Pommern und Ermland-Masuren                                       | Woiwodschaften Pommern und Ermland-Masuren                                       |
| Haltepunkt / Haltestelle | 14,295                    | Fiszewo (seit 1988)                                                              | 3 m                                                                              |
| Bahnhof | 18,702                    | Gronowo Elbląskie (Grunau (Westpr.))                                             | 3 m                                                                              |
| Abzweig geradeaus und ehemals von rechts |                           | von Myślice (Miswalde)                                                           | von Myślice (Miswalde)                                                           |
| ehemalige Blockstelle |                           | Abzweig Unterkerbswalde                                                          | 3 m                                                                              |
| Abzweig geradeaus und von links |                           | von Braniewo (Braunsberg; Haffuferbahn)                                          | von Braniewo (Braunsberg; Haffuferbahn)                                          |
| Blockstelle | 26,551                    | Abzweig Tropy (seit 1982)                                                        | 2 m                                                                              |
| Brücke über Wasserlauf |                           | Elbląg (Elbing)                                                                  | Elbląg (Elbing)                                                                  |
| Strecke mit Straßenbrücke |                           | Schnellstraße 7 und Landesstraße 22                                              | Schnellstraße 7 und Landesstraße 22                                              |
| Abzweig geradeaus und ehemals von links |                           | von Braniewo (Braunsberg; Haffuferbahn)                                          | von Braniewo (Braunsberg; Haffuferbahn)                                          |
| Bahnhof · Betriebs-/Güterbahnhof Streckenanfang (Strecke außer Betrieb) | 28,9540,00                | Elbląg (Elbing)                                                                  | 5 m                                                                              |
| Strecke mit Straßenbrücke · Strecke mit Straßenbrücke (Strecke außer Betrieb) |                           | Schnellstraße 7 und Landesstraße 22                                              | Schnellstraße 7 und Landesstraße 22                                              |
| Haltepunkt / Haltestelle · Blockstelle (Strecke außer Betrieb) | 37,1807,88                | Komorowo Żuławskie (seit spät. 1917; Kämmersdorf)                                | 3 m                                                                              |
| Strecke mit Straßenbrücke · Strecke mit Straßenbrücke (Strecke außer Betrieb) |                           | Schnellstraße 7                                                                  | Schnellstraße 7                                                                  |
| Bahnhof · Dienststation / Betriebs- oder Güterbahnhof (Strecke außer Betrieb) | 41,43613,045              | Bogaczewo (Güldenboden)                                                          | 8 m                                                                              |
| Abzweig geradeaus und nach rechts · Strecke (außer Betrieb) |                           | nach Olsztyn (Allenstein)                                                        | nach Olsztyn (Allenstein)                                                        |
| ehemaliger Haltepunkt / Haltestelle · Blockstelle (Strecke außer Betrieb) | 49,68320,762              | Stegny (seit spät. 1917; Steegen/Steegen (Ostpr.))                               | 47 m                                                                             |
| ehemaliger Bahnhof · Dienststation / Betriebs- oder Güterbahnhof (Strecke außer Betrieb) | 53,69924,297              | Słobity (Schlobitten)                                                            | 61 m                                                                             |
| Abzweig geradeaus und ehemals nach rechts · Strecke (außer Betrieb) |                           | Bahnstrecke Schlobitten–Bischdorf (Ostpr) nach Orneta (Wormditt)                 | Bahnstrecke Schlobitten–Bischdorf (Ostpr) nach Orneta (Wormditt)                 |
| Dienststation / Betriebs- oder Güterbahnhof · Dienststation / Betriebs- oder Güterbahnhof (Strecke außer Betrieb) | 60,76931,889              | Młynary (Mühlhausen (Ostpr.))                                                    | 45 m                                                                             |
| ehemaliger Haltepunkt / Haltestelle · Blockstelle (Strecke außer Betrieb) | 65,57236,646              | Kurowo Braniewskie (Curau, seit 1911: Kurau)                                     | 39 m                                                                             |
| Strecke von links · Abzweig geradeaus, nach rechts und von rechts · Strecke (außer Betrieb) |                           |                                                                                  |                                                                                  |
| Betriebsstelle Streckenende · Abzweig geradeaus und nach links · Kreuzung (Strecke geradeaus außer Betrieb) · Strecke von rechts |                           | Piórkowo (By)                                                                    | Piórkowo (By)                                                                    |
| Strecke · Abzweig ehemals geradeaus und von links · Abzweig geradeaus und von rechts |                           |                                                                                  |                                                                                  |
| Strecke · Strecke · Betriebsstelle Streckenende |                           | CPN (Ba)                                                                         | CPN (Ba)                                                                         |
| Blockstelle · Blockstelle | 69,13440,200              | Abzweig Wielkie Wierzno                                                          | 39 m                                                                             |
| Abzweig geradeaus und nach links · Kreuzung · Strecke von rechts |                           |                                                                                  |                                                                                  |
| Strecke · Abzweig geradeaus und von links · Abzweig geradeaus und von rechts |                           |                                                                                  |                                                                                  |
| Strecke · Strecke · Betriebsstelle Streckenende |                           | Rucianka (Be)                                                                    | Rucianka (Be)                                                                    |
| Dienststation / Betriebs- oder Güterbahnhof · Dienststation / Betriebs- oder Güterbahnhof | 71,20442,270              | Chruściel (Tiedmannsdorf)                                                        | 40 m                                                                             |
| Strecke mit Straßenbrücke · Strecke mit Straßenbrücke |                           | Schnellstraße 22                                                                 | Schnellstraße 22                                                                 |
| ehemalige Blockstelle · ehemalige Blockstelle | 75,04646,100              | Abzweig Pierzchały                                                               | 30 m                                                                             |
| Abzweig geradeaus und nach links · Kreuzung · Strecke von rechts |                           |                                                                                  |                                                                                  |
| Strecke · Abzweig geradeaus und von links · Abzweig geradeaus und von rechts |                           |                                                                                  |                                                                                  |
| Strecke · Blockstelle · Strecke | 47,680                    | Abzweig Wielewo Bos                                                              | 28 m                                                                             |
| Strecke · Strecke · Betriebsstelle Streckenende |                           | Autostrada (Bo)                                                                  | Autostrada (Bo)                                                                  |
| Brücke über Wasserlauf · Brücke über Wasserlauf |                           | Pasłęka (Passarge)                                                               | Pasłęka (Passarge)                                                               |
| ehemaliger Bahnhof · ehemaliger Dienststation / Betriebs- oder Güterbahnhof | 78,96449,930              | Bemowizna (seit 1915; Böhmenhöfen)                                               | 12 m                                                                             |
| Abzweig geradeaus und von links · Kreuzung |                           | von Elbląg (Elbing; Haffuferbahn)                                                | von Elbląg (Elbing; Haffuferbahn)                                                |
| Abzweig geradeaus und von rechts · Strecke |                           | von Orneta (Wormditt)                                                            | von Orneta (Wormditt)                                                            |
| Bahnhof · Dienststation / Betriebs- oder Güterbahnhof | 83,71354,778              | Braniewo (Braunsberg)                                                            | Braniewo (Braunsberg)                                                            |
| Abzweig geradeaus und nach rechts · Strecke |                           | Anschlussgleise                                                                  | Anschlussgleise                                                                  |
| Grenze · Grenze | 90,67161,750              | polnisch-russische Grenze                                                        | polnisch-russische Grenze                                                        |
| Strecke · Strecke |                           | nach Kaliningrad (Königsberg)                                                    | nach Kaliningrad (Königsberg)                                                    |

Die Bahnstrecke Malbork–Grenze bei Braniewo (Marienburg–Braunsberg) ist eine teilweise zweigleisige und elektrifizierte, teilweise nur noch im Güterverkehr bediente Eisenbahnstrecke in den polnischen Woiwodschaften Pommern und Woiwodschaft Ermland-Masuren, die Teil der früheren Königlich Preußischen Ostbahn ist. Ab Elbląg bestand später ein Breitspurgleis, das nur noch ab Wielkie Wieżno benutzt wird.

## Verlauf
Die Strecke beginnt im Bahnhof Malbork (Marienburg (Westpreußen); km 0,250), wo unter anderem Anschluss an die Bahnstrecke Warszawa–Gdańsk besteht, und verläuft nach Nordosten zum nächsten Fernverkehrsbahnhof Elbląg (Elbing; km 28,954), Beginn der nur noch ein Stück im Güterverkehr betriebenen Bahnstrecke Elbląg–Braniewo, der früheren Haffuferbahn und der schon seit 1945 stillgelegten Bahnstrecke Elbing–Miswalde. Hier begann früher auch das Breitspurgleis. Die Strecke verläuft südöstlich nach Bogaczewo (Güldenboden; km 41,436/13,045), wo der Personenverkehr auf die Bahnstrecke Olsztyn–Bogaczewo abzweigt. Weiter verläuft die Strecke über Słobity (Schlobitten; km 53,699/24,297) – Beginn der seit 1945 stillgelegten Bahnstrecke Schlobitten–Bischdorf (Ostpr) –, dann nördlich an Umladebahnhöfen von der Normalspur- zur Breitspurstrecke vorbei nach Braniewo (Braunsberg; km 83,713/54,778) und weiter zur Staatsgrenze zu Russland (km 90,671/61,750), wo sie in die Bahnstrecke Mamonowo–Kaliningrad (Heiligenbeil–Königsberg), die ebenfalls je ein Gleis beider Spurweiten besitzt, übergeht.

## Ausbauzustand
Die Strecke ist zwischen Malbork und Bogaczewo zweigleisig und elektrifiziert.
Die Höchstgeschwindigkeit beträgt für Personenzüge zwischen Malbork und Bogaczewo 100 bis 120 km/h, auf der restlichen Normalspurstrecke könnte Personenverkehr mit 80 bis 90 km/h betrieben werden. Für Güterzüge beträgt die Höchstgeschwindigkeit auf der Normalspurstrecke 80 bis 100 km/h. Auf der Breitspurstrecke liegt sie für lokomotivbespannte Personenzüge und Güterzüge bei 50 km/h, für Triebwagen bei 60 km/h.

## Geschichte
Die Strecke wurde als Teil der Königlich Preußischen Ostbahn am 19. Oktober 1852 zwischen Marienburg und Braunsberg eröffnet, die Fortsetzung über die heutige polnisch-russische Grenze nach Königsberg (Preußen) folgte am 2. August 1853, während die Fortsetzung von Marienburg Richtung Westen, nach Dirschau, erst am 12. Oktober 1857 eröffnet wurde, womit eine durchgehende Eisenbahnverbindung zwischen der preußischen Hauptstadt Berlin und Königsberg bestand. Bis 1871 wurde die heutige Strecke Malbork–Grenze bei Braniewo zweigleisig ausgebaut.
Der Fahrplan vom 1. Juli 1914 sah sieben Schnellzugpaare vor, darunter den Nord-Expreß.
Nach Ende des Zweiten Weltkrieges kam die Strecke zu Polen und stellte nun eine Verbindung Polens mit der Sowjetunion dar. Ursprünglich war geplant, die Grenze nördlich von Heiligenbeil, polnisch Święta Siekierka, russisch Mamonowo, anzulegen. Die Sowjetunion entschied sich dann jedoch für eine Lage der Grenze südlich von Mamonowo, das damit zur Sowjetunion kam. Braniewo wurde zum polnischen Grenzübergang.
Bis 1990 wurde der Grenzübergang zwischen Braniewo und Mamonowo ausschließlich für den Güterverkehr genutzt, Reisezüge gab es in diesem Bereich nicht. Überwiegend wurden zivile Güter transportiert, doch die Strecke wurde auch militärstrategisch von Bedeutung. Zum Teil anstelle des früheren zweiten Gleises wurde ein Breitspurgleis von Elbląg zur sowjetischen Grenze und weiter nach Kaliningrad gebaut. Zwischen Bogaczewo und der Grenze entstanden im Abstand von etwa drei Kilometern Umspur- und Umladeeinrichtungen, die jeweils mit einem Breitspurgleis in nördliche und einem Regelspurgleis in südliche Richtung angebunden waren.
Mit dem Ende des Sozialismus in Polen, der Auflösung der Sowjetunion und des Warschauer Pakts verlor die Strecke ihre strategische Bedeutung. Auch der zivile Güterverkehr ging zurück. Eine Reihe von Umspur- und Umladeanlagen wurde nicht mehr genutzt, das Breitspurgleis zwischen Elbląg und Bogaczewo  wurde abgebaut. Heute wird das Breitspurgleis nur noch im Abschnitt ab Wielkie Wieżno genutzt.
Ab 1. Juni 1992 wurde der zivile Reiseverkehr über die Grenze wieder aufgenommen. Zunächst fuhren russische Dieseltriebwagen auf dem Breitspurgleis nach Braniewo, ab Mai 1993 Regelspurzüge bis Kaliningrad. Der Reiseverkehr auf Breitspur endete wieder im Herbst 1993.
Seit dem 20. Juli 1985 wird der Abschnitt Malbork–Elbląg, seit dem 9. Dezember 1994 der Abschnitt Elbląg–Bogaczewo elektrisch betrieben, während auf dem restlichen Abschnitt Bogaczewo–Braniewo 2004 der Regionalverkehr eingestellt wurde, nur noch zeitweise ein Zugpaar nach Kaliningrad, das mittlerweile auch eingestellt wurde, verkehrte.